# Робинзонада

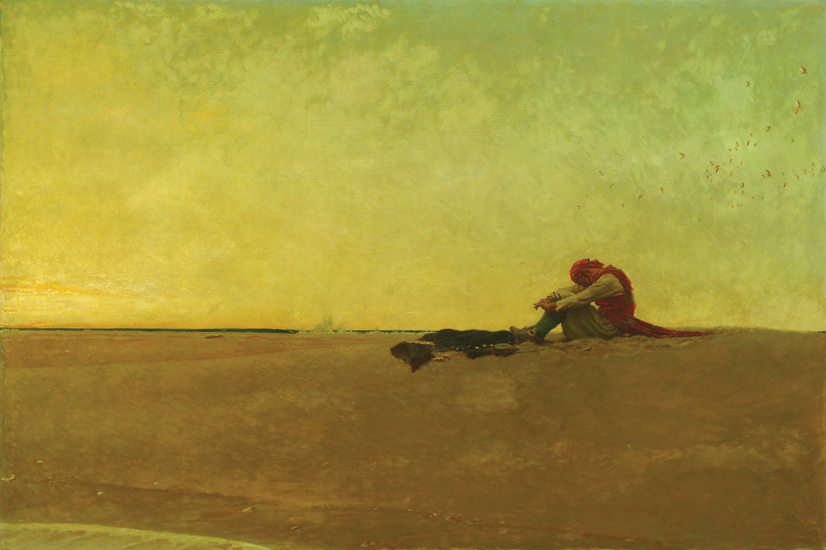
Иллюстрация Говарда Пайла «Пират, высаженный на необитаемый остров»

Робинзонада — поджанр приключенческой литературы и кинематографа, который, вслед за романом Даниеля Дефо «Робинзон Крузо» (1719), живописует перипетии выживания одного или нескольких людей на необитаемом острове.

### История

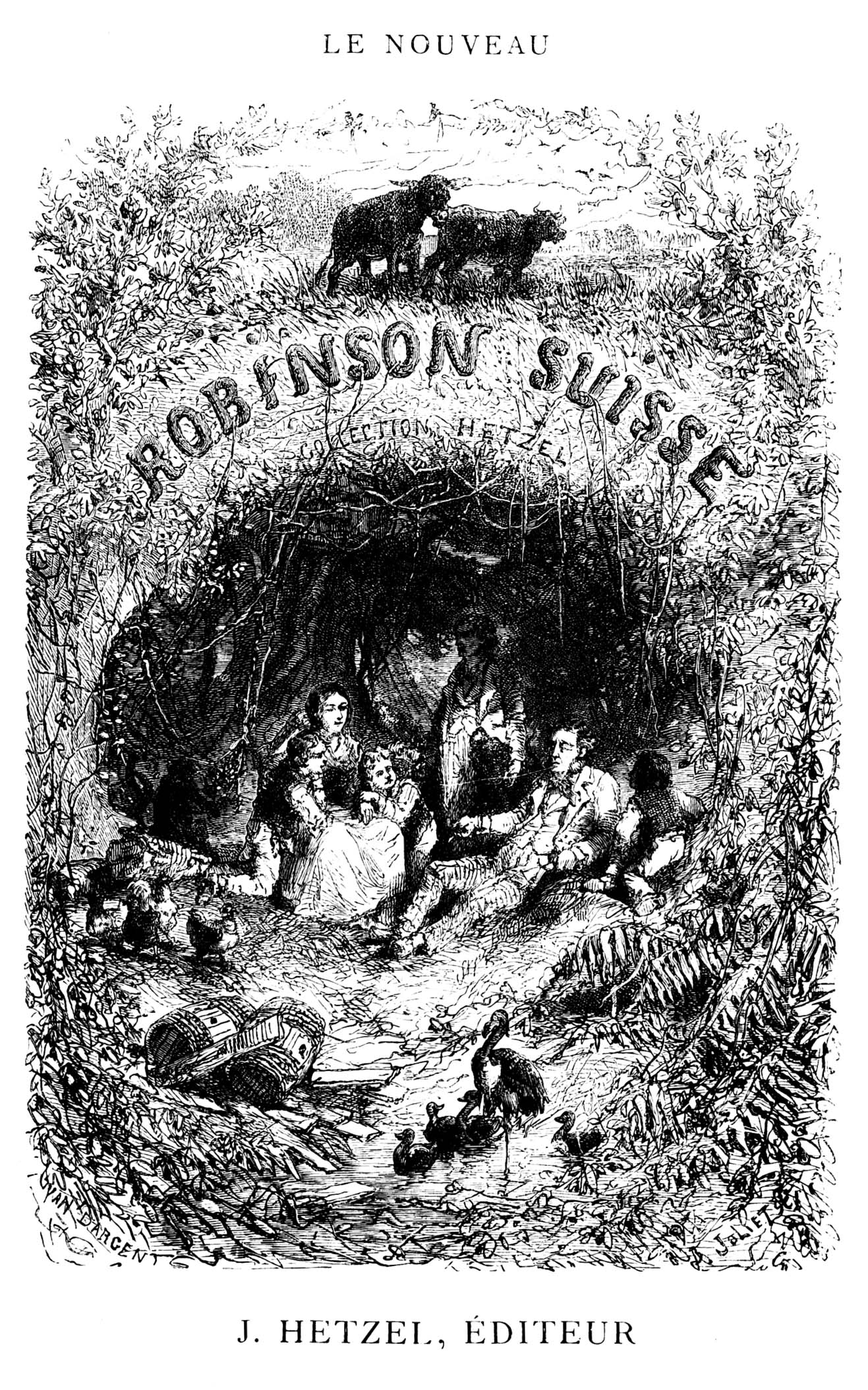
Одна из самых популярных робинзонад — написанная для детей книга пастора Висса «Швейцарский Робинзон» (1812)

О популярности романа Дефо в эпоху Просвещения свидетельствует тот факт, что только на немецком языке, по состоянию на 1760 год, библиограф Кох насчитал не менее сорока робинзонад. Сам термин впервые использован Шнабелем в предисловии к философской утопии «Остров Фельзенбург» (1731).
Тема выживания человека на необитаемом острове известна мировой литературе задолго до публикации романа Дефо. В древнеегипетском произведении «Сказка о потерпевшем кораблекрушение» (ок. XX—XVII века до н. э.) повествуется о приключениях героя, спасающегося после кораблекрушения на острове. Это произведение лежит в основе авантюрного, приключенческого жанра мировой литературы. Арабский автор Ибн Туфайль в XII веке описал жизнь человека, с рождения обитающего на диком острове. Похожие ситуации обрисованы в «Правдивой истории» Лукиана, у Шекспира в «Буре», в романе Бальтасара Грасиана «Критикон».

### Примеры
В более широком смысле под робинзонадой понимаются все произведения, рисующие жизнь и приключения «обособленных личностей вне общества». При таком подходе под определение робинзонады подпадают рассказы о «детях джунглей» — Маугли и Тарзане а также, например, романы «Семеро братьев» Алексиса Киви и «Пан» Кнута Гамсуна.
Примеры произведений:
- 1812 — «Швейцарский Робинзон» Йоханна Висса
- 1841 — «Крушение „Великого Океана“» Фредерика Марриета
- 1857 — «Коралловый остров» Роберта Баллантайна
- 1869 — «Приключения Робина Дэвиджера, проведшего семнадцать лет и четыре месяца в плену у даяков на острове Борнео» Джеймса Гринвуда
- 1870 — «Дядюшка Робинзон» (опубликован в 1991) Жюля Верна
  - 1874 — «Таинственный остров» Жюля Верна
  - 1882 — «Школа Робинзонов» Жюля Верна
  - 1888 — «Два года каникул» Жюля Верна
- 1894 — «Книга джунглей» Редьярда Киплинга
- 1896 — «Остров доктора Моро» Герберта Уэллса
- 1896 — «Итальянский Робинзон» Эмилио Сальгари
- 1901 — «Пурпурное облако[англ.]» Мэтью Фипс Шила
- 1908 — «Голубая лагуна» Генри де Вер Стэкпула
- 1928 — «Мёртвая голова» Александра Романовича Беляева
- 1954 — «Повелитель мух» Уильяма Голдинга
- 1956 — «Воришка Мартин» Уильяма Голдинга
- 1956 — «Пленники Барсова ущелья» Вахтанга Ананяна
- 1960 — «Остров Голубых Дельфинов» Скотта О′Делла
- 1963 — «Стена» Марлены Хаусхофер
- 1967 — «Пятница, или Тихоокеанский лимб» Мишеля Турнье
- 1977 — «Пятница и Робинзон» Мишеля Турнье
- 1982 — «Тот, кто хочет выжить» Стивена Кинга
- 1985 — «Галапагосы» Курта Воннегута
- 1994 — «Остров накануне» Умберто Эко
- 1994 — «Роберт Круз» Томаса Бергера
- 2001 — «Жизнь Пи» Янна Мартела.

Среди научно-фантастических произведений существует поджанр «космической робинзонады»:
- 1955 — «Тоннель в небе» Роберта Хайнлайна
- 1956 — «Тигр! Тигр!» Альфреда Бестера
- 1971 — «Малыш» Аркадия и Бориса Стругацких
- 1979 — «Враг мой» Барри Лонгиера
- 1980 — «Посёлок» Кира Булычёва
- 2011 — «Марсианин» Энди Вейра.

## Кинематограф
Кинематографисты активно используют в своём творчестве тему робинзонады, экранизируя литературные произведения или создавая собственные сценарии. Примером поднятия интереса к робинзонаде в новейшее время служит сериал «Остаться в живых».
- 1964 — Робинзон Крузо на Марсе — это история о выжившем после крушения космического корабля на Марсе.
- 1980 — Голубая лагуна
- 1985 — Враг мой
- 1986 — Потерпевшие кораблекрушение
- 2000 — Изгой — это история сотрудника FedEx, который единственный выжил в авиакатастрофе и на четыре года застрял на необитаемом острове.
- 2022 — Продолжай дышать (Keep Breathing) - история беременной девушки, попадающей на необитаемый остров после крушения самолёта.

## Видеоигры
Несколько видеоигр исследовали эту тему, помещая игроков во враждебную среду, где они должны работать для достижения определенной цели или просто выживать. Таким образом, видеоигры-робинзонады могут быть включены в более широкий жанр игр на выживание. Несколько примеров этого жанра — Stranded, Stranded Deep, The Forest.

## Невымышленные робинзонады
У знаменитого Робинзона Крузо был реальный прототип Александр Селькирк, которому пришлось выживать одному на необитаемом острове.
Сёити Ёкои — японский капрал, не признавший капитуляцию Японии; пробыл в одиночестве на острове Гуам 8 лет.
В 1772 году в Петербурге в переводе с немецкого издана книга Пьера Луи Леруа, основанная на реальных событиях робинзонады поморов, проживших на Груманте с 1743 по 1749 год — «Приключения четырёх российских матросов к острову Ост-Шпицбергену бурею принесённых, где они шесть лет и три месяца прожили». Книга пользовалась популярностью в Европе и была издана также на французском, голландском, итальянском и английском языках.
В повести Николая Внукова «Один» (1985), основанной на реальных событиях, описывается робинзонада советского подростка, выброшенного на необитаемый остров в Тихом океане.